# Appio Claudio Caudice
Appio Claudio Caudice (latino: Appius Claudius Caudex) (fl. III secolo a.C.) è stato un politico romano.

## Biografia
Membro della nobile gens Claudia, in particolare figlio del dittatore Gaio Claudio Crasso e fratello di Appio Claudio Cieco, il suo nome Caudex derivò dal fatto che prestava molto interesse agli affari navali, secondo quanto riporta Seneca nel De brevitate vitae. 
Su ordine del Senato, mentre il collega (secondo console) fu inviato a combattere i Volsini, in qualità di primo console guidò le due legioni della spedizione romana in Sicilia per liberare Messina dai Cartaginesi che avevano ecceduto nell'aiutare gli occupanti, i Mamertini.
I Cartaginesi controllavano il porto e la rocca della città. Vennero espulsi e attestarono la flotta nei pressi di Capo Peloro. Nel frattempo Gerone di Siracusa si alleò con i Cartaginesi in funzione anti Mamertini e si diresse, con il suo esercito, alla volta di Messina.
Appio Claudio, in un primo momento, cercò di evitare il combattimento e di mediare fra i Mamertini e gli assedianti. Ma inutilmente. Dovette quindi disporre le legioni sul campo contro i Siracusani.
A quanto racconta Polibio, la battaglia fu lunga ma i Siracusani furono sconfitti. Con questa azione bellica, comunemente definita Battaglia di Messina, si conviene di far iniziare la Prima guerra punica.
Gli sconfitti rientrarono a Siracusa durante la notte successiva. Il giorno seguente, avvisato della fuga dei Siracusani, Appio Claudio attaccò vittoriosamente i Cartaginesi che cercarono scampo nelle città vicine. Appio, allora guidò la sua legioni a Siracusa e vi pose l'assedio.
La successiva definitiva sconfitta di Gerone per opera dei successivi consoli Lucio Postumio Megello e Quinto Mamilio Vitulo, pose la basi della permanenza romana in Sicilia, sempre poi sostenuta fedelmente dal re siracusano.
(Polibio, Storie, I, 16, BUR. Milano, 2001. trad.: M. Mari.)
Successivamente tentò un attacco verso Egesta, ma venne respinto; dopo alcuni altri insuccessi, terminato l'anno consolore, ritornò in Patria, lasciando una guarnigione a difesa di Messina.